# Belonuchus basiventris
Belonuchus basiventris (лат.) — вид жуков-стафилинид рода Belonuchus из подсемейства Staphylininae. Мексика.

## Описание
Коротконадкрылые хищные жуки, длина тела около 1 см: у самцов 8,0–10,2 мм, у самок 8,4–9,8 мм. Форма тела удлинённая, слегка сплюснутая. Чёрная окраска на голове, переднеспинке, щитике, чёрная вентральная поверхность груди, задние тазики, первый видимый сегмент брюшка, передние 2/3 второго, задние 2/3 пятого, весь шестой и брюшные грифельки. Красноватые надкрылья, ноги (кроме задних тазиков), задняя 1/3 второго видимого сегмента брюшка, весь третий и четвертый сегменты, передняя 1/3 пятого и генитальный сегменты.

## Таксономия
Вид был впервые описан в 1885 году британским энтомологом Дэвидом Шарпом (1840—1922) под названием Philonthus basiventris Sharp, 1885, а его валидный статус подтверждён в ходе ревизии, проведённой в 2022 году мексиканскими энтомологами Хуаном Маркесом (Juan Márquez) и Джульетой Асиайн (Julieta Asiain; Laboratorio de Sistemática Animal, Centro de Investigaciones Biológicas, Universidad Autónoma del Estado de Hidalgo, Hidalgo, Идальго, Мексика), по типовым материалам из Мексики. Сходен с Belonuchus xanthomelas.